# Дин, Томас
Томас Дин (англ. Thomas Dean; род. 2 мая 2000, Лондон) — британский пловец, трёхкратный олимпийский чемпион, двукратный чемпион мира, четырёхкратный чемпион Европы в эстафетах. Специализируется на дистанциях вольного стиля.

## Биография
На чемпионате Европы среди юниоров 2017 года завоевал золотую медаль на дистанции 200 м вольным стилем и серебряную медаль на 400 м вольным стилем. На чемпионате Европы среди юниоров 2018 года стал золотым медалистом в комплексном плавание на дистанции 200 м, побив при этом Европейский юниорский рекорд.
Был приглашён в британскую сборную для участия на Чемпионате Европы 2018 года. Участвовал на дистанциях 200 и 400 метров комплексным плаванием. Плыл в составе эстафеты 4 по 200 вольным стилем, выиграл золотую медаль, став чемпионом Европы.
В 25-метровом бассейне на чемпионате Европы в декабре 2019 года стал серебряным призёром на дистанции 400 метров вольным стилем, показав время 3:37,95 и уступив победителю Данасу Рапшису 4,75 секунды.
В мае 2021 года на чемпионате Европы в Будапеште в составе эстафетной четвёрки Великобритании на дистанции 4 по 100 метров завоевал серебряную медаль. На следующий день в составе смешанной эстафеты 4 по 200 метров вольным стилем стал чемпионом Европы. В эстафете 4 по 100 метров вольным стилем завоевал серебряную медаль. На дистанции 200 метров вольным стилем завоевал бронзовую медаль. В смешанном эстафетном заплыве 4 по 100 метров вольным стилем стал чемпионом Европы.